# Tafel-Gleichung

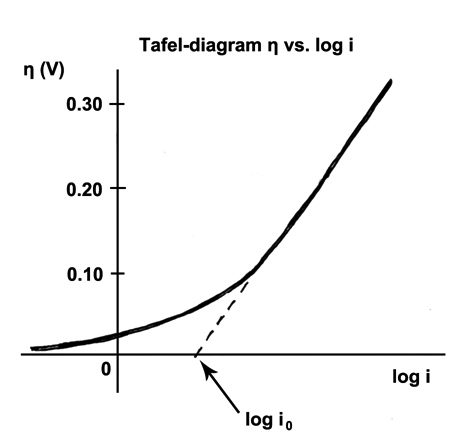
Tafel-Auftragung für einen Anodenvorgang. Der gerade (lineare) Bereich, der durch die Tafelgleichung beschrieben wird, ist die Tafelgerade.

Die Tafel-Gleichung beschreibt im Bereich der Elektrochemie näherungsweise den Zusammenhang zwischen der Stromdichte an einer Elektrode und dem Elektrodenpotential. Sie ist nach Julius Tafel benannt, der sie 1905 empirisch fand.
Die Tafel-Gleichung ist hilfreich bei Berechnungen der Zellspannung elektrochemischer Zellen, vor allem bei der Elektrolyse.
Auch für die Diskussion des Spannungsabfalls in einer Brennstoffzelle bei einem gegebenen Strom ist sie wichtig, hier lautet eine Aussage der Gleichung:
- Bei gegebenem Strom ist der elektrochemisch bedingte Spannungsabfall umso niedriger, je höher der Austauschstrom der Zelle ist.

Der Austauschstrom hängt ab von dem in der Brennstoffzelle verwendeten Katalysator. Daher ist ein Ziel der Weiterentwicklung von Brennstoffzellen, Katalysatoren zu finden, die diesen Strom maximieren.

## Formel
{\displaystyle U={\frac {R\cdot T}{\alpha \cdot z\cdot F}}\cdot \ln {\frac {i}{i_{0}}}}
mit
- dem Spannungsabfall {\displaystyle U}
- der allgemeinen Gaskonstante {\displaystyle R}
- der absoluten Temperatur {\displaystyle T}
- dem Durchtritts- oder Symmetriefaktor {\displaystyle \alpha }
- der Zahl {\displaystyle z} der übertragenen Elektronen
- der Faraday-Konstante {\displaystyle F}
- dem natürlichen Logarithmus {\displaystyle \ln }
- der Austauschstromdichte {\displaystyle i_{0}}
- der Stromdichte {\displaystyle i}.

### Gültigkeitsbereich
Die Tafel-Gleichung gilt nur näherungsweise in einem mittleren Strombereich. Für kleinere Stromstärken bzw. kleine Überspannungen muss die genauere Butler-Volmer-Gleichung verwendet werden.